# Euphorbia rigida
Euphorbia rigida är en törelväxtart som beskrevs av Friedrich August Marschall von Bieberstein. Euphorbia rigida ingår i släktet törlar, och familjen törelväxter. Inga underarter finns listade i Catalogue of Life.

## Bildgalleri

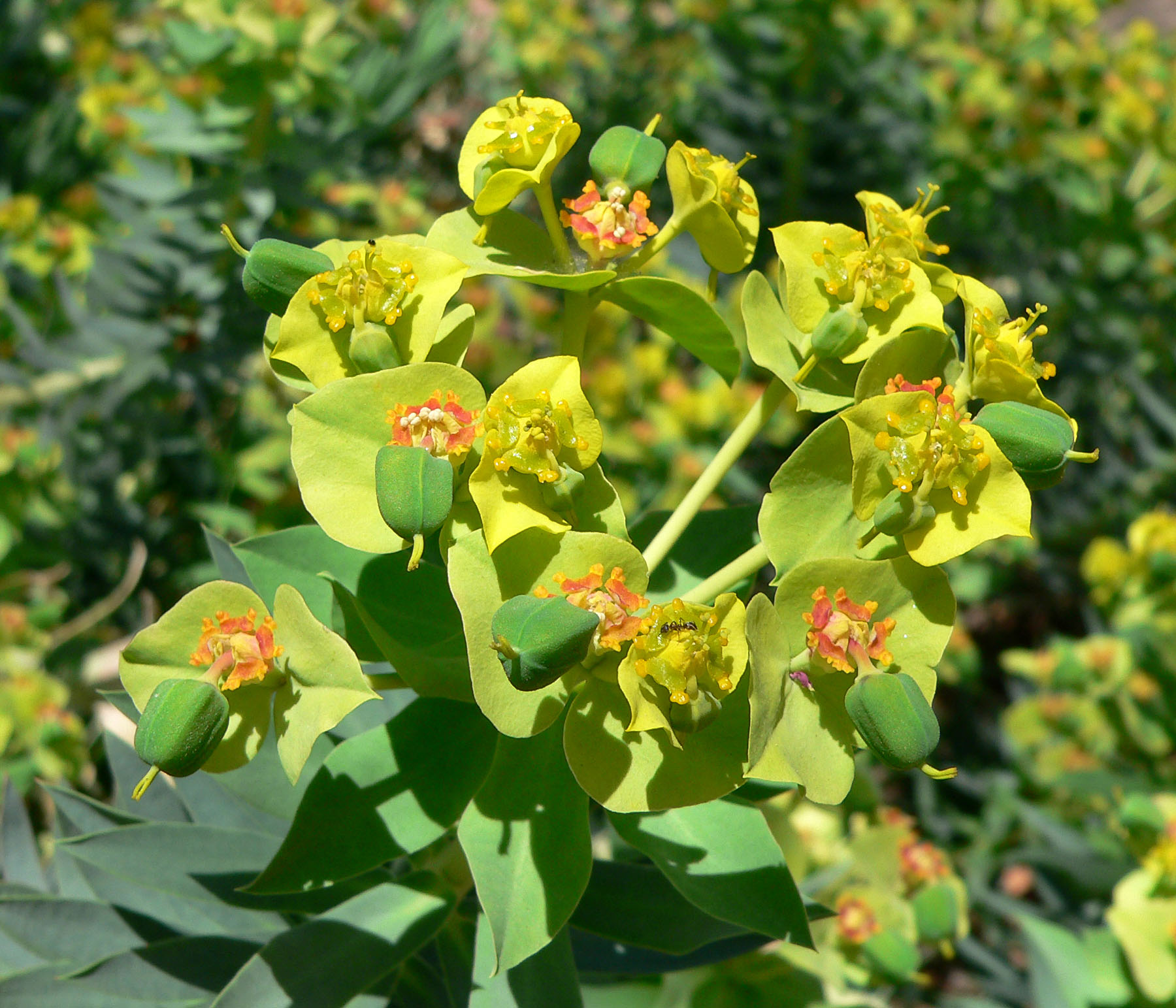
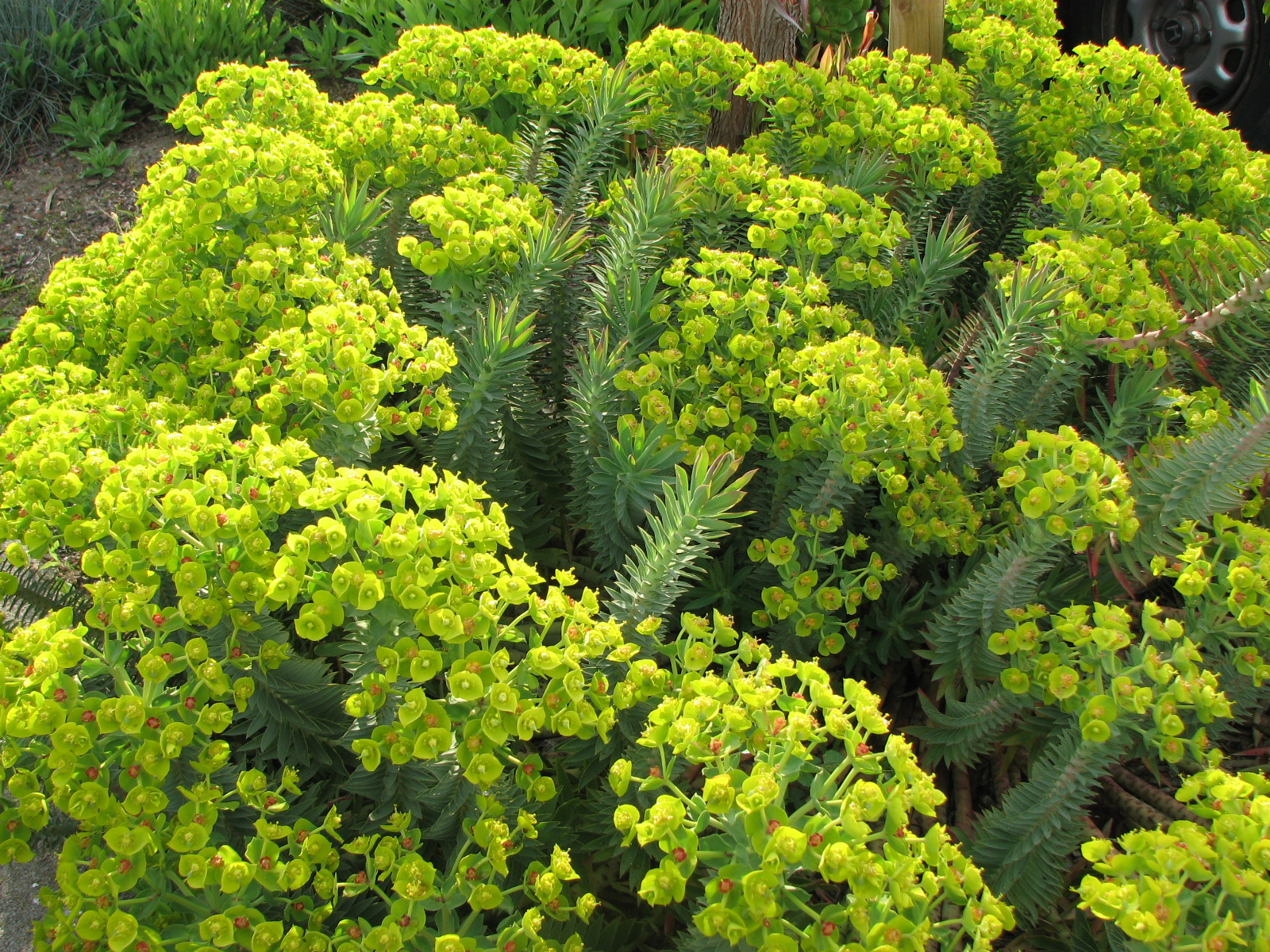
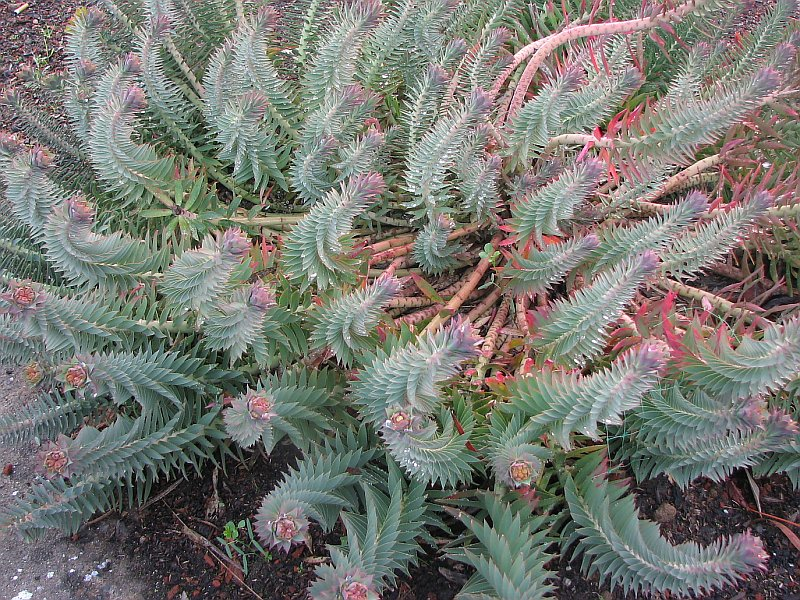
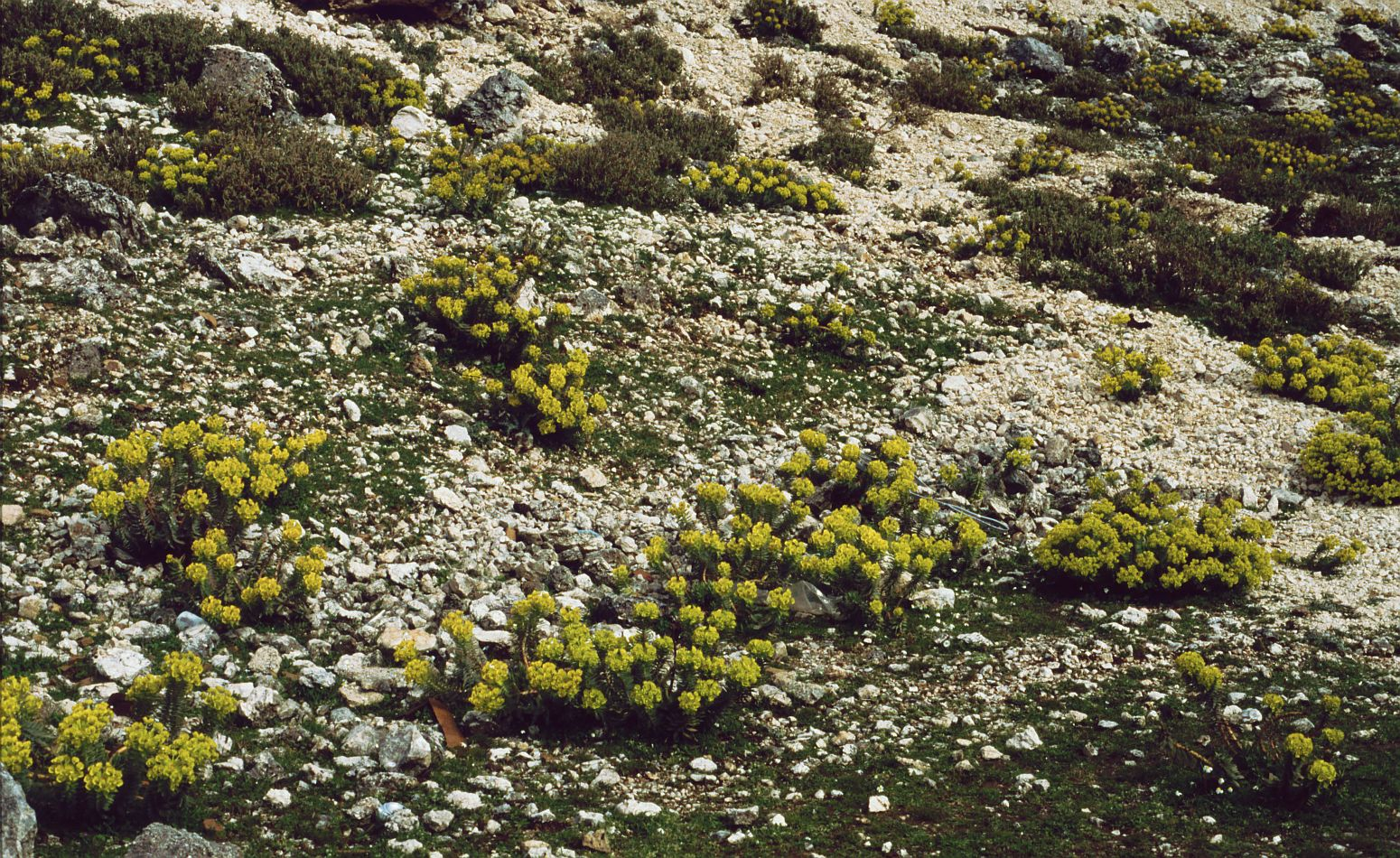
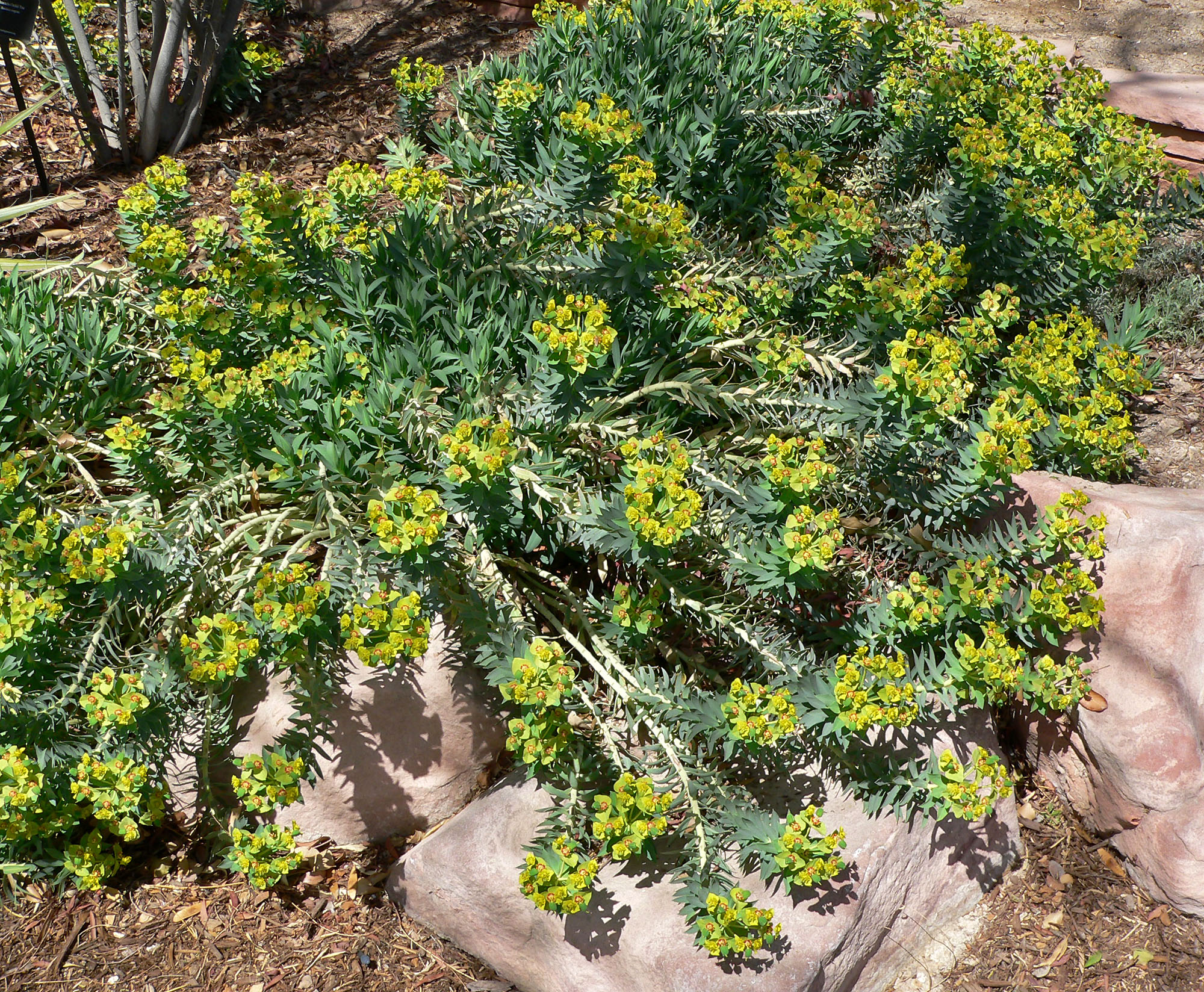
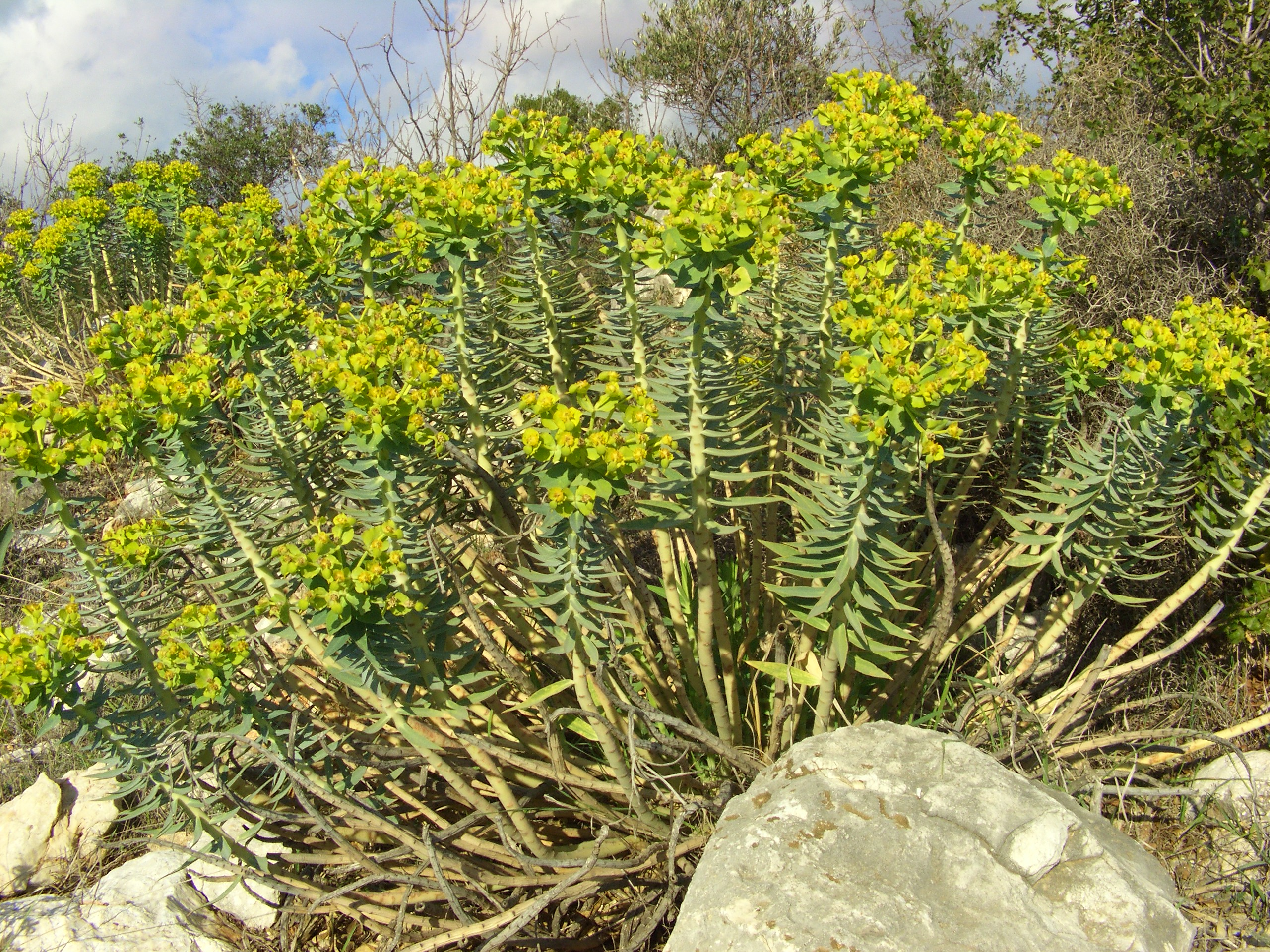